# Puijon Hiihtoseura
Puijon Hiihtoseura (kurz PHS, engl. Puijo Ski Club) ist ein 1930 gegründeter Skisportverein in Kuopio. Zum Verein gehört die Puijo-Skisprungschanze auf dem gleichnamigen Hügel Puijo. Neben der Skisprungabteilung wird auch Biathlon und Skifahren angeboten.
Von 1956 bis 1965 war Eino Kuvaja Vorsitzender des Ski Clubs.

## Bekannte Mitglieder
- Janne Happonen
- Jussi Hautamäki
- Matti Hautamäki
- Mika Laitinen
- Arttu Lappi
- Ari-Pekka Nikkola
- Juha-Matti Ruuskanen
- Kimmo Savolainen
- Janne Väätäinen
- Ilkka Herola
- Eetu Nousiainen